# Jean-Yves Reuzeau
 (juin 2019).
Jean-Yves Reuzeau, né en 1951 à Laval (Mayenne), est un éditeur, écrivain et poète français.

## Biographie
Il a fondé les éditions Le Castor Astral en 1974 et les a animées jusqu'en 2024 (1 400 titres publiés). Il a dirigé les revues Jungle et Inuits dans la jungle. Il a travaillé pour les labels Warner-Elektra-Atlantic et est l'auteur de biographies de musiciens (Jim Morrison, Janis Joplin). Il a publié des recueils de poèmes. Il est l'auteur d'importantes anthologies annuelles pour Le Printemps des poètes (éditées par Le Castor Astral de 2019 à 2024, puis depuis 2025 par les éditions Seghers). Ces anthologies ont la particularité de présenter des textes inédits d'auteurs francophones. Les éditions Seghers lui ont confié la mission de redonner vie à la mythique collection « L'Année poétique ». Il anime sur Facebook une Anthologie permanente. Il est membre du jury du prix Apollinaire

## Ouvrages

### Publications personnelles
- Jim Morrison (Gallimard)
- Janis Joplin (Gallimard)
- Jim Morrison ou Les portes de la perception (L'Incertain, puis Le Castor Astral)
- Jim Morrison et les Doors : La vie en accéléré (J'ai lu)
- Les Rolling Stones ou la Ballade des survivants (J'ai lu)
- Rauque haine rôle
- L'Œil biographe
- Imiter la vie
- Ces empreintes au bord de la ville
- L'anthologie gourmande (en collab. avec Emmanuel Dazin)
- Le mémento du football (en collab. avec Gilles Vidal)
- Almanach du football (en collab. avec Gilles Vidal)

### Anthologies du printemps des poètes
- 2019 - Pour avoir vu un soir la beauté passer (62 poètes d'aujourd'hui) - Le Castor Astral
- 2020 - Nous, avec le poème comme seul courage (84 poètes d'aujourd'hui) - Le Castor Astral
- 2021 - Le Désir en nous comme un défi au monde (94 poètes d'aujourd'hui) - Le Castor Astral
- 2022 - Là où dansent les éphémères (108 poètes d'aujourd'hui) - Le Castor Astral
- 2023 - Ces mots traversent les frontières (111 poètes d'aujourd'hui) - Le Castor Astral
- 2024 - Ces instants de grâce dans l'éternité (116 poètes d'aujourd'hui) - Le Castor Astral
- 2025 - Esprit de résistance - « L'Année poétique » (118 poètes d'aujourd'hui) - Éditions Seghers[1],[2]

## Décorations
- Chevalier de l'ordre national du Mérite Il est fait chevalier le 15 novembre 2018[3].